# Найдьонівська сільська рада
Найдьо́нівська сільська́ ра́да — адміністративно-територіальна одиниця та орган місцевого самоврядування у Красногвардійському районі Автономної Республіки Крим. Адміністративний центр — село Найдьонівка.

## Загальні відомості
- Населення ради: 1 590 осіб (станом на 2001 рік)

## Населені пункти
Сільській раді підпорядковані населені пункти:
- с. Найдьонівка
- с. Золоте
- с. Орлівка

## Склад ради
Рада складається з 16 депутатів та голови.
- Голова ради: Ахмедов Маіс Оліш-Огли
- Секретар ради: Шихахмедова Олена Володимирівна

### Керівний склад попередніх скликань
| Прізвище, ім'я, по батькові | Основні відомості                                                                       | Дата обрання | Дата звільнення |
| --------------------------- | --------------------------------------------------------------------------------------- | ------------ | --------------- |
| Ахмедов Маіс Аліш-Огли      | Сільський голова, 1955 року народження, безпартійний                                    | 26.03.2006   | 31.10.2010      |
| Ахмедов Маіс Оліш-Огли      | Сільський голова, 1955 року народження, освіта середня спеціальна, член Партії регіонів | 31.10.2010   |                 |

Примітка: таблиця складена за даними сайту Верховної Ради України

### Депутати
За результатами місцевих виборів 2010 року депутатами ради стали:

#### За суб'єктами висування
| Суб'єкт висування | Кількість обраних депутатів | %   |
| ----------------- | --------------------------- | --- |
| Самовисування     | 16                          | 100 |

#### За округами
| № округу | Прізвище, ім'я, по батькові       | Дата визнання обраним | Освіта             | Партійна приналежність                       | Відомості про обраного депутата                                |
| -------- | --------------------------------- | --------------------- | ------------------ | -------------------------------------------- | -------------------------------------------------------------- |
| 1        | Ільїн Олег Миколайович            | 02.11.2010            | середня            | позапартійний                                | СК «Чапаєва-2», механік                                        |
| 2        | Баленко Наталя Вікторівна         | 02.11.2010            | середня            | член Партії регіонів                         | Найдьонівська сільська рада, інспектор ВОС                     |
| 3        | Петроченко Василь Васильович      | 02.11.2010            | середня            | позапартійний                                | фермер                                                         |
| 4        | Зебкова Тетяна Сергіївна          | 02.11.2010            | середня            | член Партії «Русько-Український Союз» (РУСЬ) | відділ. соц.- побут. реабіліт. Красн. тер. центру, завідувачка |
| 5        | Карпенко Володимир Петрович       | 02.11.2010            | середня спеціальна | позапартійний                                | пенсіонер                                                      |
| 6        | Кара Шевкет Аметович              | 02.11.2010            | середня спеціальна | позапартійний                                | СК «Чапаєва-2», тракторист                                     |
| 7        | Макарков Олександр Олександрович  | 02.11.2010            | вища               | член Партії регіонів                         | ПСП "Деметра, викон. директор                                  |
| 8        | Кузьмич Олександр Іванович        | 02.11.2010            | вища               | позапартійний                                | СК «Чапаєва-2», інженер — механік                              |
| 9        | Прокопченк Юрій Євгенович         | 02.11.2010            | вища               | позапартійний                                | ПСП "Деметра, керівник цеху                                    |
| 10       | Шихахмедова Олена Володимирівна   | 02.11.2010            | середня спеціальна | член Партії регіонів                         | Найдьонівська сільська рада, секретар                          |
| 11       | Савченко Володимир Миколайович    | 02.11.2010            | середня            | позапартійний                                | фермер                                                         |
| 12       | Семенцов Володимир Миколайович    | 02.11.2010            | вища               | позапартійний                                | КФХ «Макарков О. М.», керівник цеху                            |
| 13       | Романчук Петро Прохорович         | 02.11.2010            | середня спеціальна | член Партії регіонів                         | Найдьонівська сільська рада, бухгалтер                         |
| 14       | Сліпченко Костянтин Володимирович | 02.11.2010            | середня            | позапартійний                                | тимчасово не працює                                            |
| 15       | Медієв Ахтем Рустемович           | 02.11.2010            | середня            | позапартійний                                | Найдьонівська сільська рада, землевпорядник                    |
| 16       | Вауліна Галина Анатоліївна        | 02.11.2010            | середня спеціальна | позапартійна                                 | селянське фермерське господарство «Макарков О. М.», агроном    |